# 格拉韦洛纳-洛梅利纳
格拉韦洛纳-洛梅利纳（義大利語：Gravellona Lomellina），是意大利帕维亚省的一个市镇。总面积20平方公里，人口2593人，人口密度129.7人/平方公里（2009年）。国家统计（ISTAT）代码为018075。

## 友好城市
- 法國利纳尔